# Sören Söderberg
Bo Sören Ingemar Söderberg, född 18 mars 1924 i Timrå, död 9 juli 2008 i Annedals församling i Göteborg, var en svensk skådespelare.
Han är begravd på Västra kyrkogården i Göteborg.

## Filmografi (urval)
- 1959 – Bara en kypare
- 1961 – Hällebäcks gård
- 1963 – Adam och Eva
- 1972 – Stora skälvan (TV-serie)
- 1972 – Rävspel (TV-serie)
- 1973 – Bröd för dagen (TV-serie)
- 1976 – A.P. Rosell, bankdirektör (TV-serie)
- 1978 – Hedebyborna (TV-serie)
- 1978 – Skyll inte på mig! (TV-serie)
- 1979 – Mor gifter sig (TV-serie)
- 1980 – Sverige åt svenskarna
- 1988 – Träpatronerna (TV-serie)
- 1994 – Håll huvet kallt (TV-serie)

## Teater

### Roller
| År   | Roll     | Produktion                                                                              | Regi             | Teater                  |
| ---- | -------- | --------------------------------------------------------------------------------------- | ---------------- | ----------------------- |
| 1959 |          | En midsommarnattsdröm William Shakespeare                                               | Sandro Malmquist | Skansens friluftsteater |
| 1961 | Gyllberg | Fridas visor Birger Sjöberg                                                             | Per Sjöstrand    | Skansens friluftsteater |
| 1962 |          | Råttfällan Agatha Christie                                                              | Jerk Liljefors   | Riksteatern             |
| 1962 |          | Den tappre soldaten Svejk (Osudy dobrého vojáka Švejka za světové války) Jaroslav Hašek | Åke Falck        | Skansens friluftsteater |
| 1963 | Edvin    | Änkeman Jarl Vilhelm Moberg                                                             | Per-Axel Branner | Skansens friluftsteater |
| 1968 | Tevje    | Spelman på taket Joseph Stein, Jerry Bock och Sheldon Harnick                           | Leon Feder       | Stora Teatern           |
| 1984 | Njegus   | Glada änkan Franz Lehár, Victor Léon och Leo Stein                                      | Georg Malvius    | Karlstads teater        |